# 萬板橋
萬板大橋，通稱萬板橋，為臺灣臺北市萬華區與新北市板橋區之間的橋樑，又名華江二號橋，跨越新店溪，板橋端引道一帶昔日曾為大同水上樂園的一部分。名稱乃因此橋接通台北萬華區與板橋之間道路而得。

## 歷史
華江大橋原本是聯絡萬華與江子翠間的唯一的公路橋樑。為了疏解台北、板橋間的交通壅塞情形，1991年編列預算，在台北市西藏路及板橋江子翠間的新店溪上新建「西藏大橋」（取名自西藏路；又名華江二橋），後改名為萬板橋。
萬板橋的興建預算，共計新台幣31億8200萬元，於2000年通車。萬板橋的興建除了希望疏解日益龐大的車流量之外，同時也賦予一項重要責任，意即以華江橋、萬板橋、光復橋三橋，分據板橋與台北市接壤的北、中、南三區，使板橋發展能夠更加均衡，不致集中在少數幾個地區。

## 結構
萬板橋由國際知名的橋樑結構工程師林同棪設計，為五孔連續預力混凝土拱橋，主橋長約690公尺，寬由25至39公尺，總面積20,750平方公尺，計劃設為四線快車道、兩線慢車道及兩側行人道。